# Christopher Kovarik
Christopher Kovarik (Dandenong, 1 de marzo de 1978) es un deportista australiano que compitió en ciclismo de montaña en la disciplina de descenso. Ganó una medalla de bronce en el Campeonato Mundial de Ciclismo de Montaña de 2002.

## Palmarés internacional
| Campeonato Mundial | Campeonato Mundial | Campeonato Mundial | Campeonato Mundial |
| Año                | Lugar              | Medalla            | Competición        |
| ------------------ | ------------------ | ------------------ | ------------------ |
| 2002               | Kaprun (Austria)   | Medalla de bronce  | Descenso           |